# Прюмье, Конрад
Анж Конрад Антуан Прюмье (фр. Ange-Conrad-Antoine Prumier; 5 января 1820, Париж — 3 апреля 1884, Париж) — французский арфист. Сын Антуана Прюмье.
Учился у своего отца, в том числе в Парижской консерватории (получив первую премию по классу арфы в 1838 году, продолжил изучать контрапункт). В 1840 году сменил своего отца в оркестре Комической оперы, где играл до 1865 года, выступал также в составе Оркестра концертного общества Парижской консерватории и Оркестра Падлу. С 1866 года играл в оркестре Парижской оперы.
В 1837—1851 гг. вёл в консерватории подготовительный класс арфы, с 1870 года и до конца жизни профессор. Автор ряда дидактических сочинений для своего инструмента, из которых наибольшее значение имели «Этюды для арфы» (фр. Études spéciales pour la harpe; 1866), полные технических новшеств, опиравшихся на педагогическую и исполнительскую практику его отца.